# Michael Ruben Rinaldi
Michael Ruben Rinaldi (Rímini, Emilia-Romaña, Italia; 21 de diciembre de 1995) es un piloto de motociclismo italiano que corre en el Campeonato Mundial de Superbikes con el equipo Motocorsa Racing.

## Biografía
En 2012 debutó en el Campeonato Mundial de Motociclismo en la categoría de Moto3.
En 2018, debutó en el Campeonato Mundial de Superbikes corriendo con una Ducati Panigale R del Aruba.it Racing – Junior Team. En la temporada solo disputó las carreras celebradas en Europa. Su mejor resultado en su temporada debut fue el sexto puesto en el carrera 2 de la República Checa. Otros grandes resultados conseguidos en su temporada debut fueron lo séptimos puestos conseguidos en la carrera 1 de Aragón y en las dos carreras celebradas en el Autodromo Enzo e Dino Ferrari.
En 2019, disputó su primera temporada como piloto titular en el campeonato al manillar de la nueva Ducati Panigale V4 R del BARNI Racing Team. Terminó 23 de las 37 carreras de la temporada dentro de la zona de puntos, consiguiendo un cuarto puesto en la carrera 2 de Jerez como mejor resultado.
En 2020, continuó al manillar de una Ducati Panigale V4 R, incorporándose a las filas del Team GOELEVEN. En la carrera 1 de la Ronda de Teruel de Superbike celebrada en el MotorLand Aragón, Rinaldi ganó demostrando un dominio abrumador, largo desde la segunda plaza y rápidamente tomo la punta, abriendo una ventaja de más de 5 segundos con respecto a Jonathan Rea, ganando finalmente con 5.888 segundos de diferencia sobre Rea. Esta además fue la primera victoria del Team GOELEVEN en el Campeonato Mundial de Superbikes. Al día siguiente en la carrera superpole terminó en la tercera posición detrás de Jonathan Rea y Scott Redding y en la última carrera del fin de semana terminó en la segunda posición detrás de Rea finalizando una gran ronda al terminar todas las carreras en el podio.

## Resultados

### Campeonato del Mundo de Motociclismo

#### Por temporada
| Temp. | Cat.  | Motocicleta | Equipo                | Carreras | Victorias | Podios | Poles | V.Ráp. | Pts. | Pos. |
| ----- | ----- | ----------- | --------------------- | -------- | --------- | ------ | ----- | ------ | ---- | ---- |
| 2012  | Moto3 | Honda       | Racing Team Gabrielli | 3        | 0         | 0      | 0     | 0      | 1    | 38.º |
| 2012  | Moto3 | Honda       | Caretta Technology    | 3        | 0         | 0      | 0     | 0      | 1    | 38.º |
| 2014  | Moto3 | Mahindra    | San Carlo Team Italia | 1        | 0         | 0      | 0     | 0      | 0    | NC   |
| Total |       |             |                       | 4        | 0         | 0      | 0     | 0      | 1    |      |

#### Carreras por año
(Carreras en negrita indica pole position. carreras en cursiva indica vuelta rápida)
| Año  | Clase | Motocicleta | 1   | 2   | 3   | 4   | 5      | 6   | 7   | 8   | 9      | 10  | 11      | 12     | 13  | 14  | 15  | 16  | 17  | 18  | Pos. | Pts. |
| ---- | ----- | ----------- | --- | --- | --- | --- | ------ | --- | --- | --- | ------ | --- | ------- | ------ | --- | --- | --- | --- | --- | --- | ---- | ---- |
| 2012 | Moto3 | Honda       | QAT | SPA | POR | FRA | CAT    | GBR | NED | GER | ITA 15 | IND | CZE Ret | RSM 20 | ARA | JPN | MAL | AUS | VAL |     | 38.º | 1    |
| 2014 | Moto3 | Mahindra    | QAT | AME | ARG | SPA | FRA 23 | ITA | CAT | NED | GER    | IND | CZE     | GBR    | RSM | ARA | JPN | AUS | MAL | VAL | NC   | 0    |

### Campeonato Mundial de Superbikes

#### Por temporada
| Temp. | Motocicleta          | Equipo                        | Carreras | Victorias | Podios | Poles | V.Rap. | Pts. | Pos. |
| ----- | -------------------- | ----------------------------- | -------- | --------- | ------ | ----- | ------ | ---- | ---- |
| 2018  | Ducati Panigale R    | Aruba.it Racing - Junior Team | 16       | 0         | 0      | 0     | 0      | 77   | 14.º |
| 2019  | Ducati Panigale V4 R | Barni Racing Team             | 37       | 0         | 0      | 0     | 0      | 122  | 13.º |
| 2020  | Ducati Panigale V4 R | Team GoEleven Ducati          | 24       | 1         | 3      | 0     | 2      | 186  | 7.º  |
| 2021  | Ducati Panigale V4 R | Aruba.it Racing - Ducati      | 37       | 3         | 7      | 0     | 2      | 282  | 5.º  |
| 2022  | Ducati Panigale V4 R | Aruba.it Racing - Ducati      | 36       | 0         | 4      | 0     | 0      | 293  | 4.º  |
| 2023  | Ducati Panigale V4 R | Aruba.it Racing - Ducati      | 36       | 1         | 9      | 0     | 0      | 251  | 5.º  |
| 2024  | Ducati Panigale V4 R | Motocorsa Racing              | 36       | 0         | 0      | 0     | 0      | 78   | 17.º |
| Total |                      |                               | 222      | 5         | 23     | 0     | 4      | 1289 |      |

- * Temporada en curso.

#### Carreras por año
(Carreras en negrita indica pole position, carreras en cursiva indica vuelta rápida)
| Año  | Marca  | 1   | 1   | 2   | 2   | 3     | 3     | 4       | 4      | 5     | 5     | 6      | 6       | 7      | 7     | 8   | 8   | 9      | 9      | 10    | 10    | 11      | 11     | 12  | 12  | 13  | 13  | Pos. | Pts. |
| Año  | Marca  | R1  | R2  | R1  | R2  | R1    | R2    | R1      | R2     | R1    | R2    | R1     | R2      | R1     | R2    | R1  | R2  | R1     | R2     | R1    | R2    | R1      | R2     | R1  | R2  | R1  | R2  | Pos. | Pts. |
| ---- | ------ | --- | --- | --- | --- | ----- | ----- | ------- | ------ | ----- | ----- | ------ | ------- | ------ | ----- | --- | --- | ------ | ------ | ----- | ----- | ------- | ------ | --- | --- | --- | --- | ---- | ---- |
| 2018 | Ducati | AUS | AUS | THA | THA | SPA 8 | SPA 7 | NED Ret | NED 12 | ITA 7 | ITA 7 | GBR 12 | GBR Ret | CZE 15 | CZE 6 | USA | USA | ITA 17 | ITA 11 | POR 9 | POR 8 | FRA Ret | FRA 13 | ARG | ARG | QAT | QAT | 14.º | 77   |

| Año  | Marca  | 1      | 1      | 1      | 2       | 2      | 2       | 3       | 3       | 3      | 4       | 4      | 4      | 5       | 5      | 5       | 6      | 6      | 6       | 7       | 7      | 7      | 8      | 8      | 8      | 9      | 9       | 9       | 10      | 10     | 10     | 11      | 11      | 11     | 12      | 12     | 12     | 13     | 13      | 13      | Pos. | Pts. |
| Año  | Marca  | R1     | CS     | R2     | R1      | CS     | R2      | R1      | CS      | R2     | R1      | CS     | R2     | R1      | CS     | R2      | R1     | CS     | R2      | R1      | CS     | R2     | R1     | CS     | R2     | R1     | CS      | R2      | R1      | CS     | R2     | R1      | CS      | R2     | R1      | CS     | R2     | R1     | CS      | R2      | Pos. | Pts. |
| ---- | ------ | ------ | ------ | ------ | ------- | ------ | ------- | ------- | ------- | ------ | ------- | ------ | ------ | ------- | ------ | ------- | ------ | ------ | ------- | ------- | ------ | ------ | ------ | ------ | ------ | ------ | ------- | ------- | ------- | ------ | ------ | ------- | ------- | ------ | ------- | ------ | ------ | ------ | ------- | ------- | ---- | ---- |
| 2019 | Ducati | AUS 9  | AUS 8  | AUS 16 | THA 8   | THA 11 | THA 8   | SPA 13  | SPA Ret | SPA 9  | NED Ret | NED C  | NED 15 | ITA 8   | ITA 15 | ITA C   | SPA 10 | SPA 11 | SPA 4   | ITA Ret | ITA 7  | ITA 5  | GBR 12 | GBR 11 | GBR 12 | USA 10 | USA 13  | USA 10  | POR 10  | POR 11 | POR 12 | FRA 14  | FRA 10  | FRA 17 | ARG 12  | ARG 14 | ARG 11 | QAT 13 | QAT Ret | QAT 15  | 13.º | 122  |
| 2020 | Ducati | AUS 10 | AUS 9  | AUS NC | SPA 6   | SPA 11 | SPA 4   | POR 5   | POR 8   | POR 6  | SPA 4   | SPA 8  | SPA 5  | SPA 1   | SPA 3  | SPA 2   | SPA 7  | SPA 6  | SPA Ret | FRA 7   | FRA 7  | FRA 6  | POR 7  | POR 9  | POR 6  |        |         |         |         |        |        |         |         |        |         |        |        |        |         |         | 7.º  | 186  |
| 2021 | Ducati | SPA 7  | SPA 11 | SPA 16 | POR 5   | POR 5  | POR Ret | ITA 1   | ITA 1   | ITA 2  | GBR 12  | GBR 10 | GBR 8  | NED Ret | NED 2  | NED 8   | CZE 4  | CZE 10 | CZE 5   | SPA 10  | SPA 13 | SPA 7  | FRA 4  | FRA 10 | FRA 7  | SPA 3  | SPA 5   | SPA 1   | SPA Ret | SPA C  | SPA 7  | POR 4   | POR Ret | POR 7  | ARG 3   | ARG 8  | ARG 5  | INA 12 | INA C   | INA Ret | 5.º  | 282  |
| 2022 | Ducati | SPA 4  | SPA 4  | SPA 4  | NED Ret | NED 8  | NED 7   | POR 9   | POR 8   | POR 8  | ITA 3   | ITA 10 | ITA 3  | GBR 6   | GBR 6  | GBR 4   | CZE 7  | CZE 4  | CZE Ret | FRA 6   | FRA 7  | FRA 2  | SPA 4  | SPA 5  | SPA 2  | POR 7  | POR 5   | POR 4   | ARG 5   | ARG 4  | ARG 5  | INA 5   | INA 8   | INA 10 | AUS 11  | AUS 22 | AUS 7  |        |         |         | 4.º  | 293  |
| 2023 | Ducati | AUS 14 | AUS 2  | AUS 2  | INA Ret | INA 7  | INA 4   | NED 15  | NED 13  | NED 10 | SPA Ret | SPA 8  | SPA 3  | ITA 2   | ITA 3  | ITA Ret | GBR 13 | GBR 17 | GBR Ret | ITA 5   | ITA 5  | ITA 5  | CZE 14 | CZE 5  | CZE 5  | FRA 2  | FRA Ret | FRA Ret | SPA 1   | SPA 5  | SPA 3  | POR Ret | POR 6   | POR 3  | SPA 8   | SPA 11 | SPA 6  |        |         |         | 5.º  | 251  |
| 2024 | Ducati | AUS 14 | AUS 9  | AUS 6  | BAR 11  | BAR 18 | BAR Ret | NED Ret | NED 16  | NED 13 | MIS 14  | MIS 11 | MIS 16 | GBR 15  | GBR 16 | GBR 17  | CZE 11 | CZE 10 | CZE 7   | POR 16  | POR 19 | POR 16 | FRA 9  | FRA 12 | FRA 15 | ITA 9  | ITA 17  | ITA 13  | ARA 13  | ARA 14 | ARA 14 | EST 11  | EST 14  | EST 9  | SPA Ret | SPA 13 | SPA 11 |        |         |         | 17.º | 78   |

- * Temporada en curso.